# Моріс Сев
Моріс Сев (фр. Maurice Scève, бл. 1501, Ліон — бл.1560, там само) — французький поет XVI століття. Один із засновників ліонської поетичної школи.

## Біографія
Моріс Сев належав до заможної ліонської родини. Його батько служив міським радником. Очевидно, Моріс отримав домашню освіту гуманістичного зразка, а в період з 1530 до 1533 року слухав лекції з літератури і археології у Авіньйонському університеті.
Після навчання він повернувся до Ліон, мав широке спілкування в ліонському літературному середовищі, де домінували неолатинські поети (Етьєн Доле, Нікола Бурбон) та послідовники Клемана Маро (Есторг де-Больє, Бонавентюр Депер’є).
Після відвідин Ліону королем Франциском I в 1536 році та несподіваної смерті його старшого сина, Дофіна Франції Франциска III Сев взяв участь в упорядкуванні жалобного колективного збірника. Мабуть, в тому ж таки 1536 році Сев познайомився з поетесою Пернеттою Дюгіє, відчув до неї нерозділену пристрасть, яка тривала до самої її смерті (1545).
Знайомство Маро і Сева відноситься до листопада 1536 року. 1537 року Сев керував організацією святкування з нагоди урочистого в'їзду до Ліону кардинала Феррарського та архієпископа Ліонського Іпполіто II Д'есте. 1548 року Сев очолив урочистості з нагоди в'їзду в Ліон короля Генріха II; відтоді він вважався офіційним поетом.
Після 1555 року його сліди губляться. За різними версіями, Сев міг вирушиту до Німеччини, перейти до протестантизму або померти від епідемії чуми.